# Helmut Marko
 Helmut Marko  va ser un pilot de curses automobilístiques austríac que va arribar a disputar curses de Fórmula 1.
Va néixer el 27 d'abril del 1943 a Graz, Àustria.
Fora de la F1 va guanyar l'edició del 1971 de les 24 hores de Le Mans.

## A la F1
Helmut Marko va debutar a la vuitena cursa de la temporada 1971 (la 22a temporada de la història) del campionat del món de la Fórmula 1, disputant el GP d'Àustria el 15 d'agost del 1971 al circuit de Österreichring.
Va participar en un total de deu curses puntuables pel campionat de la F1, disputades en dues temporades consecutives (1971 - 1972). No va assolir cap punt pel campionat del món de pilots, i la seva millor classificació en una cursa fou un vuitè lloc.

## Resultats a la Fórmula 1
| Any  | Equip                | Xassís  | Motor    | 1      | 2      | 3   | 4     | 5      | 6       | 7       | 8      | 9       | 10     | 11     | 12  | Posició | Punts |
| ---- | -------------------- | ------- | -------- | ------ | ------ | --- | ----- | ------ | ------- | ------- | ------ | ------- | ------ | ------ | --- | ------- | ----- |
| 1971 | Ecurie Bonnier       | McLaren | Cosworth | SUD    | ESP    | MON | HOL   | FRA    | GBR     | ALE NVS |        |         |        |        |     | -       | 0     |
| 1971 | Yardley-BRM          | BRM     | BRM      |        |        |     |       |        |         |         | AUT 11 | ITA Ret | CAN 12 |        |     | -       | 0     |
| 1971 | Yardley-BRM          | BRM     | BRM      |        |        |     |       |        |         |         |        |         |        | USA 13 |     | -       | 0     |
| 1972 | Austria-Marlboro BRM | BRM     | BRM      | ARG 10 | SUD 14 | ESP |       |        |         |         |        |         |        |        |     | -       | 0     |
| 1972 | Austria-Marlboro BRM | BRM     | BRM      |        |        |     | MON 8 | HOL 10 |         |         |        |         |        |        |     | -       | 0     |
| 1972 | Austria-Marlboro BRM | BRM     | BRM      |        |        |     |       |        | FRA Ret | GBR     | ALE    | AUT     | ITA    | CAN    | USA | -       | 0     |

### Resum
| Curses: | Victòries: | Pòdiums: | Poles: | Voltes ràpides: | Punts: |
| ------- | ---------- | -------- | ------ | --------------- | ------ |
| 10      | 0          | 0        | 0      | 0               | 0      |